# 漢堡規則
汉堡规则（Hamburg Rules）是一套管理国际货物运输的规则，源于1978年3月31日在汉堡通过的《联合国海上货物运输公约》。该公约试图为远洋船舶货物运输建立一个统一的法律基础。该公约背后的驱动力是发展中国家试图为所有参与者提供一个公平和平等的机会。该公约于1992年11月1日正式生效。

## 背景
在20世紀初，海牙規則（Hague Rules）制定了關於海上貨物運輸責任的基本原則。然而，由於該規則主要由航運國家推動，被認為更有利於承運人（船公司），而不利於貨主（托運人）。因此，發展中國家倡導修改該規則，以平衡雙方利益。在此背景下，聯合國貿易與發展會議（UNCTAD）與UNCITRAL共同推動了漢堡規則。

## 主要內容
- 承運人責任:漢堡規則擴大了承運人對貨物損失或損害的責任，並明確規定了承運人的過失推定責任制。
- 適用範圍:該規則適用於所有國際海運合同，而不僅限於提單。
- 索賠時效:索賠時限延長至兩年，而海牙規則規定的時限為一年。
- 貨物滅失或損害的責任限制:賠償責任限制提高至每公斤2.5特別提款權（SDR）。

## 影響與評價
漢堡規則獲得了一些發展中國家的支持，但主要航運國家（如美國、英國和日本）並未批准該公約。因此，其全球適用性受到限制。隨後，聯合國海上貨物全程與多式聯運公約（即鹿特丹規則）於2008年制定，試圖取代漢堡規則並獲得更廣泛的國際接受。

## 與其他國際條約的比較
| 項目     | 海牙規則           | 漢堡規則             | 鹿特丹規則       |
| -------- | ------------------ | -------------------- | ---------------- |
| 責任標準 | 承運人需證明無過失 | 承運人過失推定責任制 | 擴展至港到港運輸 |
| 責任上限 | 每公斤2 SDR        | 每公斤2.5 SDR        | 每公斤3 SDR      |
| 索賠時限 | 1年                | 2年                  | 2年              |

## 外部連結
- 漢堡規則全文
- 國際海商法學院對漢堡規則的分析 （页面存档备份，存于）